# InCulto
InCulto is een Litouwse band, bestaande uit Jurgis Didžiulis, Aurelijus Morlencas, Sergej Makidon, Jievaras Jasinskis en Laurynas Lapė. 

## Eurovisiesongfestival
In 2006 trachtten ze reeds hun land te vertegenwoordigen op het Eurovisiesongfestival in de Griekse hoofdstad Athene. In de preselectie werden ze met hun nummer Welcome to Lithuania echter tweede achter LT United.
In 2010 waagden ze hun kans opnieuw. Ditmaal met succes: de band mocht Litouwen vertegenwoordigen op het festival in de Noorse hoofdstad Oslo met het nummer Eastern European funk. Ze traden aan in de tweede halve finale, op 27 mei. De band slaagde er niet in zich te plaatsen voor de grote finale. Ze werden twaalfde, met 44 punten. Enkel de top tien mocht door naar de finale. Enige troost was wel het maximum van twaalf punten uit Ierland.